# Swiss Indoors 2024
Lo Swiss Indoors 2024 è stato un torneo di tennis giocato sul cemento indoor. È stata la 53ª edizione del torneo facente parte dell'ATP Tour 500 nell'ambito dell'ATP Tour 2024. Si è giocato alla St. Jakobshalle di Basilea, in Svizzera, dal 21 al 27 ottobre 2024.

## Partecipanti al singolare

### Teste di serie
| Nazionalità | Giocatore             | Ranking* | Testa di serie |
| ----------- | --------------------- | -------- | -------------- |
|             | Andrej Rublëv         | 7        | 1              |
| Norvegia    | Casper Ruud           | 8        | 2              |
| Grecia      | Stefanos Tsitsipas    | 11       | 3              |
| Danimarca   | Holger Rune           | 14       | 4              |
| Francia     | Ugo Humbert           | 16       | 5              |
| Stati Uniti | Ben Shelton           | 17       | 6              |
| Francia     | Arthur Fils           | 20       | 7              |
| Canada      | Félix Auger-Aliassime | 21       | 8              |

* Ranking al 14 ottobre 2024.

### Altri partecipanti
I seguenti giocatori hanno ricevuto una wildcard per il tabellone principale:
- Denis Shapovalov
- Dominic Stricker
- Stan Wawrinka

Il seguente giocatore è entrato in tabellone con il ranking protetto:
- Marin Čilić

Il seguente giocatore è entrato in tabellone come special exempt:
- Roberto Bautista Agut

I seguenti giocatori sono entrati nel tabellone principale passando dalle qualificazioni:

- Botic van de Zandschulp
- Daniel Altmaier
- Jérôme Kym
- James Duckworth

Il seguente giocatore è entrato in tabellone come lucky loser:
- David Goffin

### Ritiri
Prima del torneo
- Roberto Carballés Baena → sostituito da  David Goffin
- Hubert Hurkacz → sostituito da  Giovanni Mpetshi Perricard
- Reilly Opelka → sostituito da  Shang Juncheng

## Partecipanti al doppio

### Teste di serie
| Nazione     | Giocatore         | Nazione     | Giocatore              | Ranking* | Testa di serie |
| ----------- | ----------------- | ----------- | ---------------------- | -------- | -------------- |
| Paesi Bassi | Wesley Koolhof    | Croazia     | Nikola Mektić          | 27       | 1              |
| Messico     | Santiago González | Francia     | Édouard Roger-Vasselin | 42       | 2              |
| Stati Uniti | Austin Krajicek   | Stati Uniti | Rajeev Ram             | 44       | 3              |
| Monaco      | Hugo Nys          | Polonia     | Jan Zieliński          | 52       | 4              |

* Ranking al 14 ottobre 2024.

### Altri partecipanti
Le seguenti coppie di giocatori hanno ricevuto una wildcard per il tabellone principale:
- Henry Bernet /  Jérôme Kym
- Marc-Andrea Hüsler /  Dominic Stricker

La seguente coppia di giocatori è passata dalle qualificazioni:
- Jamie Murray /  John Peers

### Ritiri
Prima del torneo
- Simone Bolelli /  Andrea Vavassori → sostituiti da  Yuki Bhambri /  Albano Olivetti
- Kevin Krawietz /  Tim Pütz → sostituiti da  Kevin Krawietz /  Oleksandr Nedovjesov
- Pedro Martínez /  Andrej Rublëv → sostituiti da  Tallon Griekspoor /  Pedro Martínez

## Punti
| Evento    | V   | F   | SF  | QF  | 2T   | 1T | Q  | Q2 | Q1 |
| Singolare | 500 | 330 | 200 | 100 | 50   | 0  | 25 | 13 | 0  |
| Doppio    | 500 | 300 | 180 | 90  | N.D. | 0  | 45 | 25 | 0  |

## Montepremi
| Evento    | V         | F         | SF        | QF       | 2T       | 1T       | Q2      | Q1      |
| Singolare | 446 045 € | 239 990 € | 127 900 € | 65 345 € | 34 880 € | 18 605 € | 9 535 € | 5 350 € |
| Doppio*   | 146 500 € | 78 135 €  | 39 530 €  | 19 765 € | N.D.     | 10 230 € | N.D.    | N.D.    |

*per team

## Campioni

### Singolare
Giovanni Mpetshi Perricard ha sconfitto in finale  Ben Shelton con il punteggio di 6-4, 7-6(4).
• È il secondo titolo in carriera e in stagione per Mpetshi Perricard.

### Doppio
Jamie Murray /  John Peers hanno sconfitto in finale  Wesley Koolhof /  Nikola Mektić con il punteggio di 6-3, 7-5.